# 14:e världsjamboreen
Den 14:e världsjamboreen hölls i Lillehammer i Norge 1975. Lägret arrangerades gemensamt av de fem nordiska länderna, och temat var "Five Fingers One Hand". 17 000 scouter från 94 länder sysselsatte sig dels med traditionella sysselsättningar som att hajka, orientera och leva lägerliv, dels med flera aktiviteter som innehöll modern teknologi.